# Omphale oculiparva
Omphale oculiparva är en stekelart som beskrevs av Christer Hansson 1996. Omphale oculiparva ingår i släktet Omphale och familjen finglanssteklar. Inga underarter finns listade i Catalogue of Life.